# Socorroaratinga
De socorroaratinga (Psittacara brevipes; synoniem: Aratinga brevipes) is een vogel uit de familie Psittacidae (papegaaien van Afrika en de Nieuwe Wereld).

## Verspreiding en leefgebied
Deze soort is endemisch op Isla Socorro, een eiland van de Revillagigedo-eilanden dat op zo'n 600 kilometer ten westen van Mexico ligt.

## Status
De socorroaratinga komt niet als aparte soort voor op de Rode Lijst van de IUCN, maar is daar een ondersoort van de groene aratinga (Psittacara holochlorus). Daarom heeft deze vogel geen aparte status op deze lijst maar met een in 2007 geschatte totale populatie van slechts 300 individuen is het wel een ernstig bedreigde soort.